# Eurrhypis cacuminalis
Eurrhypis cacuminalis là một loài bướm đêm trong họ Crambidae.